# Terenti Graneli
Œuvres principales
Memento mori (1924)
Terenti Graneli (en géorgien : ტერენტი გრანელი ; né Terenti Kvirkvelia, en géorgien : ტერენტი კვირკველია ; 1897-1934) est un poète géorgien.

## Biographie
Né à Tsalendjikha, il est élevé dans une famille de paysans pauvres. Après l'école primaire de son village qu'il quitte en 1918, il suit des cours organisés par Chalva Noutsoubidzé à Tbilissi. Il gagne sa vie par des petits emplois à la station de chemin de fer, ou aux journaux. Il publie ses premiers vers dès 1919. Sa collection de poèmes Memento mori est éditée en 1924. marqué par une série de tragédies pendant son enfance (mort de ses parents, incendie de sa maison), il sera toujours fragile psychologiquement ; à partir de 1928, cependant, sa condition s'aggrave ; malgré un séjour en hôpital psychiatrique de quatre ans, il finit par se suicider en 1934 à Tbilissi.

## Œuvres
Des poèmes et des essais, ainsi que des lettres à ses sœurs. Les thèmes principaux de ses poèmes sont liés à son mode de vie : solitude, angoisse, inquiétude métaphysique, mystique sacrificielle à l'imitation du Christ que le poète devrait assumer.
- Requiem (1920)
- Lignes endeuillées (1921)
- Galaktion et moi
- Tombes issues de l'âme (1924)
- Memento mori (1924)[2]
- Chemi guli[3]
- Albat mova dro[4]
- Echvianoba Vnebaze[5]
- Gardacvaleba[6]